# Nouaison

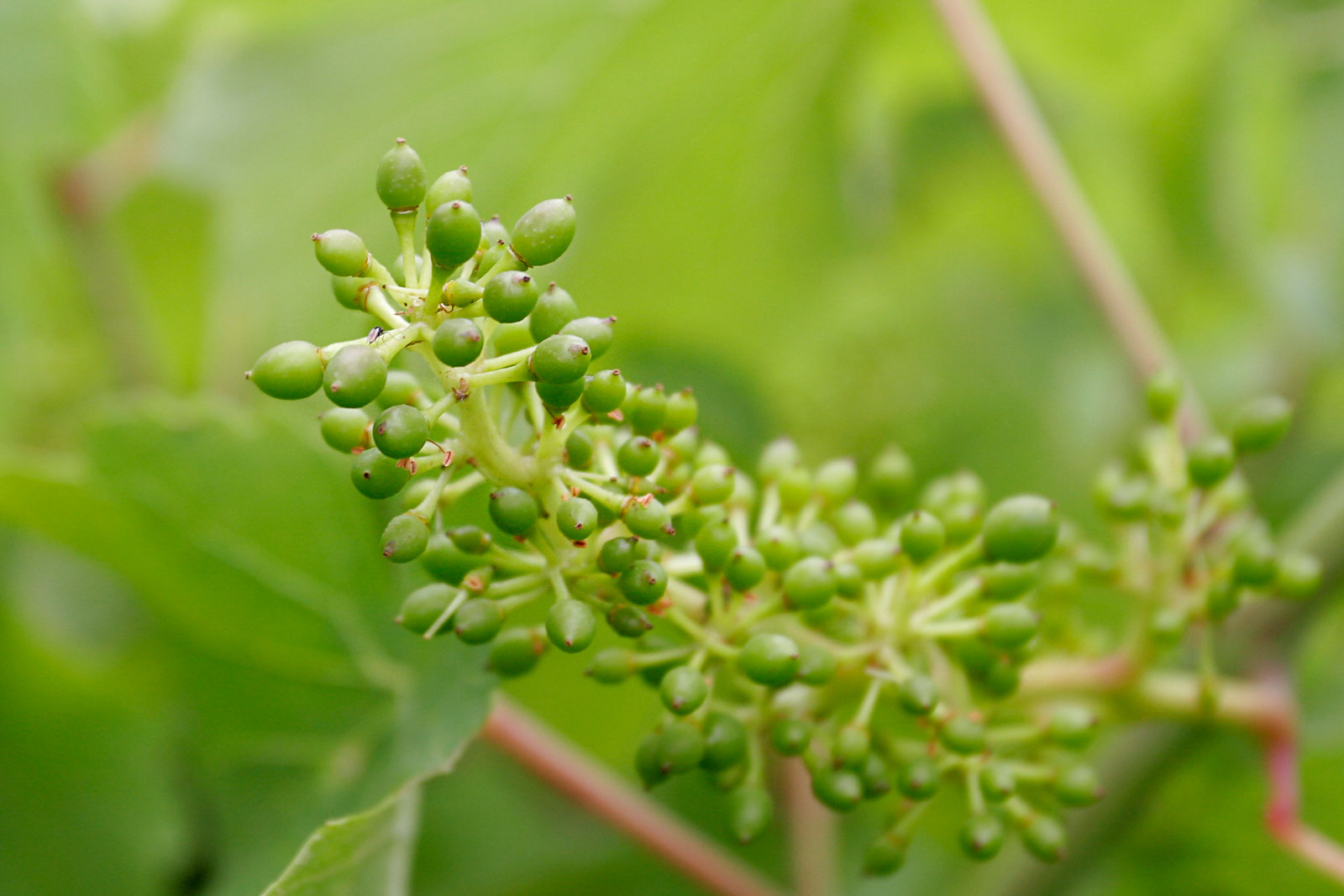
Nouaison d'une grappe

La nouaison est la phase initiale de la formation du fruit. C'est le moment où l'ovaire de la fleur se transforme en fruit après la fécondation.
L'époque de la nouaison, pour la vigne, se déroule après la floraison, les baies de raisin ont alors la grosseur d'un grain de poivre.

## Étymologie
De « nouure », ou plutôt « nouëure » signifiant action de nouer, au XVIIe siècle.